# Kristof Piechocki
'Kristof Piechocki es un actor polaco-australiano, que interpretaba a Kuba en la serie Tylko Milosc.

## Biografía
Nació en Polonia y con nueve meses se mudó con su familia a Perth, Australia.
En el 2002 estudió actuación en el  Western Australian Academy of Performing Arts WAAPA. Es graduado de la Universidad de Sídney en comercio y tiene una maestría en filosofía.

## Carrera
A los 14 años obtuvo el cuarto puesto en el Campeonato Nacional de Danza de Salón en Melbourne.
Kristof les enseñó pronunciación en Inglés a los concursantes de la versión polaca del programa "Star Academy".
Kristof representó a Australia en el Campeonato Internacional Shotokan de Karate en Tokio, Japón. También representó a su estado en el Campeonato de Atletismo de Australia como corredor de media distancia.
En el 2008 interpretó al australiano Kuba en la serie polaca Tylko Milosc.
En el 2012 apareció en la serie australiana Miss Fisher's Murder Mysteries protagonizada por Essie Davis. 
En el 2013 se unió al elenco principal de la serie Reef Doctors donde interpretó al profesor Malcom Reid socio de los laboratorios de investigación de venenos de la universidad, hasta el final de la serie ese mismo año luego de que la serie fuera cancelada al finalizar la primera temporada.

## Filmografía
Series de televisión
| Año  | Serie                          | Personaje            | Notas                          |
| ---- | ------------------------------ | -------------------- | ------------------------------ |
| 2013 | Reef Doctors                   | Malcom Reid          | 13 episodios                   |
| 2012 | Miss Fisher's Murder Mysteries | Sasha De Lisse       | episodio "Cocaine Blues"       |
| 2010 | Oblivion: The Series           | Gone-Gone's Greaser  | episodio "Johnny, Remember Me" |
| 2010 | Klub Szalonych Dziewic         | Witek                | episodio # 1.5                 |
| 2008 | Londynczycy                    | Mike                 | episodio # 1.7                 |
| 2008 | Tylko Milosc                   | Kuba                 | 21 episodios                   |
| 2008 | Egzamin z zycia                | Prospero De La Croix | episodio "Odcinek 106"         |

Películas
| Año  | Título                       | Personaje                   | Notas                                       |
| ---- | ---------------------------- | --------------------------- | ------------------------------------------- |
| 2010 | Out to Lunch                 | Dueño de la Librería        | corto - junto a Angela Oakenfold            |
| 2008 | Fabryka Gwiazd: Star Academy | Maestro de Acento de Inglés | junto a Marcin Bisiorek & Agnieszka Hekiert |